# Мартін Віскарра
Мартін Альберто Віскарра Корнехо (ісп. Martín Alberto Vizcarra Cornejo; нар. 22 березня 1963, Ліма) — перуанський інженер і політик. Перший віце-президент Перу з 2016 року. Президент Перу з 23 березня 2018 року до 9 листопада 2020 року. Раніше обіймав посаду міністра транспорту і комунікацій Перу.

## Біографія
Віскарра закінчив Національний університет інженерії в Лімі в 1984, а також отримав ступінь з управління та адміністрування у школі бізнес-адміністрування (ESAN)
Був губернатором регіону Мокегуа в 2011—2014 роках.
На виборах 2016 року Віскарра обрано на посаду першого заступника президента і віце-президента разом з Педро Пабло Кучинський.
Після обрання одночасно очолював міністерство транспорту і зв'язку Перу з липня 2016 по травень 2017 і був послом в Канаді з жовтня 2017 по березень 2018.
Після відставки президента Педро Кучинського Віскарра повернувся в Перу, щоб обійняти посаду президента 23 березня 2018 року.
12 вересня 2020 року парламент Перу підтримав проєкт резолюції про відсторонення президента країни Мартіна Віскарри від влади. За резолюцію проголосували 65 депутатів, проти — 36, утрималися 24. Віскарра заявив журналістам, що імпічмент являє собою змову з метою дестабілізації влади і він не збирається подавати у відставку.